# Futabatei (cráter)
Futabatei es un cráter de impacto de 57 km de diámetro del planeta Mercurio. Debe su nombre al escritor japonés Shimei Futabatei (1864-1909), nombre que fue aprobado por la  Unión Astronómica Internacional en 1976.